# Copa América (hockey sobre patines)
La Copa América de hockey sobre patines es un campeonato de hockey sobre patines organizado por la Confederación Sudamericana de Patín (CSP). Además de las selecciones de las federaciones que integran la confederación pueden participar selecciones de otros continentes. Entre las federaciones no sudamericanas que participan se encuentra la de Cataluña, miembro adherido de la CSP desde 2006.

## Palmarés masculino
Resultados
| #                       | Año y sede                    | Oro                     | Plata                   | Bronce                  | Cuarto                  |
| Campeonato Sudamericano | Campeonato Sudamericano       | Campeonato Sudamericano | Campeonato Sudamericano | Campeonato Sudamericano | Campeonato Sudamericano |
| ----------------------- | ----------------------------- | ----------------------- | ----------------------- | ----------------------- | ----------------------- |
| 1                       | 1954 Sao Paulo, Brasil        | Chile                   | Uruguay                 | Brasil                  | Venezuela               |
| 2                       | 1956 Santiago, Chile          | Chile                   | Uruguay                 | Argentina               | Venezuela               |
| 3                       | 1959 Montevideo, Uruguay      | Argentina               | Chile                   | Uruguay                 | Brasil                  |
| 4                       | 1963 Buenos Aires, Argentina  | Argentina               | Chile                   | Uruguay                 | Colombia                |
| 5                       | 1966 Concepción, Argentina    | Chile                   | Argentina               | Brasil                  | —                       |
| 6                       | 1967 Mendoza, Argentina       | Argentina               | Brasil                  | Chile                   | Uruguay                 |
| 7                       | 1969 Medellín, Colombia       | Brasil                  | Argentina               | Chile                   | Uruguay                 |
| 8                       | 1971 Sao Paulo, Brasil        | Argentina               | Chile                   | Brasil                  | Uruguay                 |
| 9                       | 1973 Montevideo, Uruguay      | Brasil                  | Argentina               | Chile                   | Uruguay                 |
| 10                      | 1975 Mar del Plata, Argentina | Argentina               | Brasil                  | Chile                   | —                       |
| 11                      | 1977 Santiago, Chile          | Argentina               | Brasil                  | Chile                   | —                       |
| 12                      | 1979 Santos, Brasil           | Chile                   | Argentina               | Brasil                  | —                       |
| 13                      | 1981 Maldonado, Uruguay       | Argentina               | Brasil                  | Chile                   | Uruguay                 |
| 14                      | 1984 San Juan, Argentina      | Argentina               | Brasil                  | Chile                   | Uruguay                 |
| 15                      | 1985 Santiago, Chile          | Argentina               | Chile                   | Brasil                  | Uruguay                 |
| 16                      | 1987 Sertãozinho, Brasil      | Argentina               | Brasil                  | Chile                   | —                       |
| 17                      | 1990 Tres Arroyos, Argentina  | Brasil                  | Argentina               | Chile                   | —                       |
| 18                      | 2004 Viña del Mar, Chile      | Argentina               | Chile                   | Brasil                  | Uruguay                 |
| Copa América            |                               |                         |                         |                         |                         |
| 19                      | 2007 Recife, Brasil           | Argentina               | Cataluña                | Brasil                  | Chile                   |
| 20                      | 2008 Buenos Aires, Argentina  | Argentina               | Cataluña                | Chile                   | Brasil                  |
| 21                      | 2010 Vich, España             | Cataluña                | Argentina               | Brasil                  | Chile                   |

Medallero
| Núm. | País      | Oro | Plata | Bronce | Total |
| ---- | --------- | --- | ----- | ------ | ----- |
| 1    | Argentina | 13  | 6     | 1      | 20    |
| 2    | Chile     | 4   | 5     | 10     | 19    |
| 3    | Brasil    | 3   | 6     | 8      | 17    |
| 4    | Cataluña  | 1   | 2     | 0      | 3     |
| 5    | Uruguay   | 0   | 2     | 2      | 4     |

## Palmarés femenino
Resultados
| #                       | Año y sede               | Oro                     | Plata                   | Bronce                  | Cuarto                  |
| Campeonato Sudamericano | Campeonato Sudamericano  | Campeonato Sudamericano | Campeonato Sudamericano | Campeonato Sudamericano | Campeonato Sudamericano |
| ----------------------- | ------------------------ | ----------------------- | ----------------------- | ----------------------- | ----------------------- |
| 1                       | 2004 Viña del Mar, Chile | Argentina               | Chile                   | Brasil                  | Uruguay                 |
| Copa América            |                          |                         |                         |                         |                         |
| 2                       | 2006 Santiago, Chile     | Argentina               | Chile                   | Cataluña                | Colombia                |
| 3                       | 2007 Santiago, Chile     | Chile                   | Cataluña                | Brasil                  | Estados Unidos          |
| 4                       | 2010 Vich, España        | Argentina               | Cataluña                | Chile                   | Alemania                |
| 5                       | 2011 Sertãozinho, Brasil | Cataluña                | Chile                   | Brasil                  | Uruguay                 |

Medallero
| Núm. | País      | Oro | Plata | Bronce | Total |
| ---- | --------- | --- | ----- | ------ | ----- |
| 1    | Argentina | 3   | 0     | 0      | 3     |
| 2    | Chile     | 1   | 3     | 1      | 5     |
| 3    | Cataluña  | 1   | 2     | 1      | 4     |
| 4    | Brasil    | 0   | 0     | 3      | 3     |